# Newport (comté de Tipperary)
Pour les articles homonymes, voir Newport.
Newport (en irlandais Port Nuá or Tulach Sheasta) est un village irlandais situé dans le Nord du comté de Tipperary. Il est situé à huit kilomètres de Birdhill et à seize kilomètres de la ville de Limerick. Bien qu'étant dans un comté différent, Newport se trouve donc dans la sphère économique de cette grande ville.
Newport est traversé par la rivière Mulcair. Il se trouve au pied des montagnes Silvermine.